# Nicholas Santos
Nicholas Araújo Dias dos Santos, né le 14 février 1980 à Ribeirão Preto, est un nageur brésilien, spécialisé dans les courses de sprint. L'un des plus grands sprinters de son temps, spécialiste du papillon et du freestyle. Il était le deuxième Brésilien de l'histoire à pouvoir nager le 50 mètres nage libre en moins de 22 secondes. Il est ensuite devenu l'un des meilleurs nageurs du monde dans l'épreuve du 50 m papillon, battant le record du monde en petit bassin, et le record des 3 Amériques et obtenant trois médailles d'argent aux Mondiaux de long bassin, en plus d'être trois-fois champion du monde en petit bassin.

## Carrière internationale

### 2001-2004
Sa première participation aux Championnats du monde a eu lieu aux Championnats du monde de natation 2001 à Fukuoka, où il a terminé 30e au 50 mètres nage libre,.
Le 17 novembre, il a battu le record sud-américain en petit bassin du 50 mètres papillon, avec un temps de 23,82 secondes.
Aux Championnats du monde de natation en petit bassin 2002 à Moscou, Nicholas a terminé 23e au 50 mètres libre et 13e au 50 mètres papillon,.
Il a nagé aux Championnats pan-pacifiques 2002, où il a terminé 9e au 50 mètres libre.
Participant aux Championnats du monde de natation 2003 à Barcelone, Nicholas a terminé 40e au 50 mètres papillon.
Le 10 septembre 2004, Santos a battu le record sud-américain en petit bassin du 50 mètres nage libre avec un temps de 21,32 secondes, s'approchant de battre le record du monde appartenant à Frédérick Bousquet avec 21,10 secondes.
Aux Championnats du monde de natation en petit bassin 2004 à Indianapolis, Nicholas Santos a remporté la médaille d'argent au 4 × 100 mètres nage libre et le bronze au 50 mètres nage libre. Il a également participé au 50 mètres papillon, où il a été disqualifié, et au 100 mètres libre, où il a participé à la finale, se classant 8e,,,.

### 2005-2008

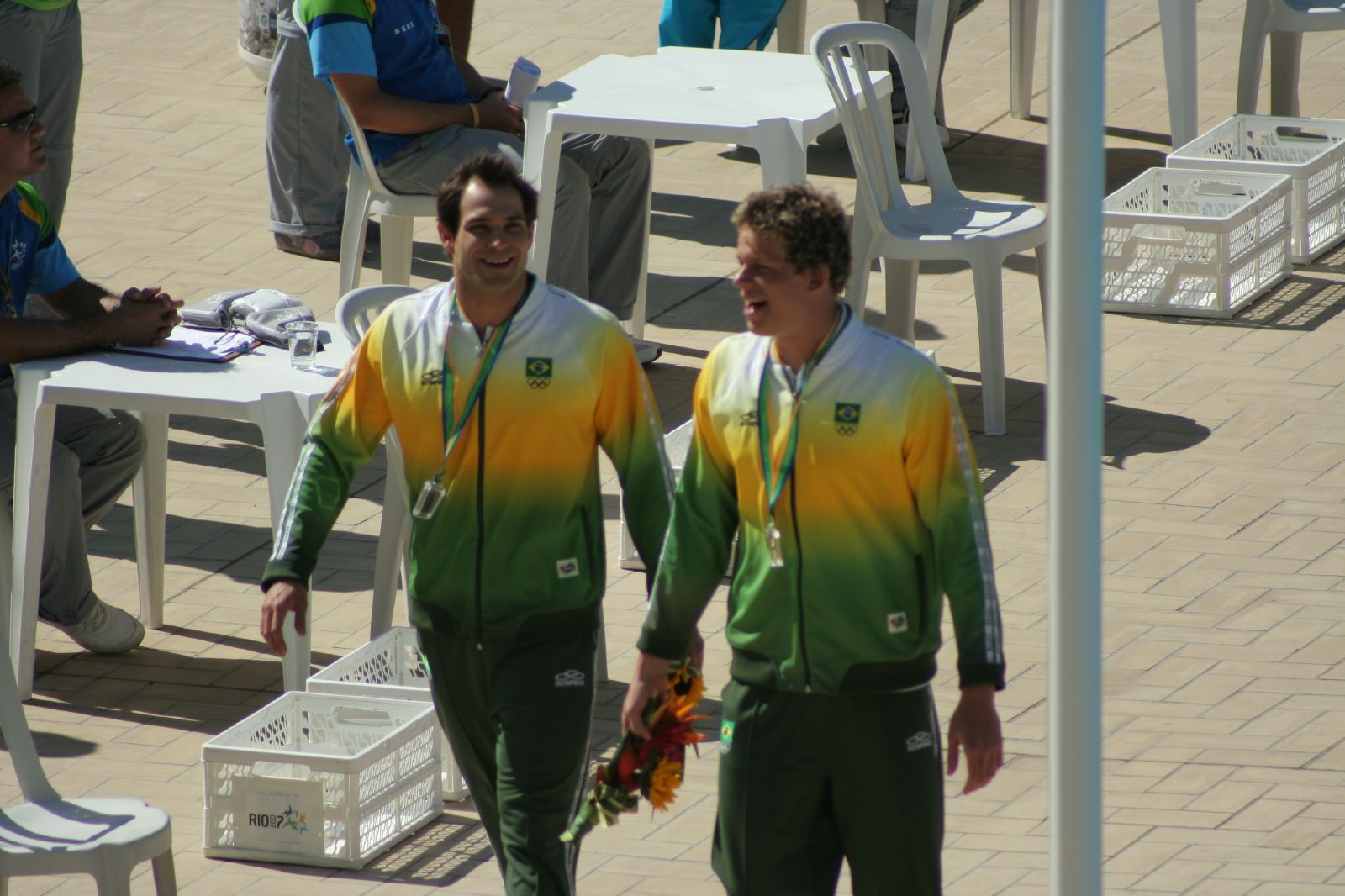
Santos et César Cielo aux Jeux panaméricains de 2007.

Aux Universiade d'été de 2005, Nicholas a remporté une médaille de bronze au 50 mètres libre et au 50 mètres papillon.
Santos a nagé aux Championnats pan-pacifiques 2006, où il a terminé 10e au 50 mètres nage libre.
Aux Jeux panaméricains de 2007 à Rio de Janeiro, il est devenu champion du 4 × 100 mètres nage libre, avec un nouveau record panaméricain réalisé par l'équipe brésilienne: 3:15.90, et a également été médaillé d'argent au 50 mètres libre, avec un temps de 22,18 secondes,.
Nicholas a participé aux Universiade d'été de 2007, où il a remporté une médaille d'or au 50 mètres libre et une médaille d'argent au 50 mètres papillon. Il a battu le record de la compétition au 50 mètres nage libre, avec un temps de 22,12 secondes,.

### Jeux olympiques de 2008
Nicholas a participé aux Jeux olympiques d'été de 2008 au 50 mètres nage libre, où il a atteint les demi-finales, terminant en 16e position.

### 2009-2012
Le 10 mai 2009, il a battu le record sud-américain du 4 × 100 mètres nage libre, avec un temps de 3:14,45, avec Nicolas Oliveira, César Cielo et Fernando Silva.
Aux Championnats du monde de natation 2009 à Rome, il s'est qualifié pour la finale du 50 mètres papillon, terminant à la 5e place. Il a également atteint les demi-finales du 50 mètres libre, avec un temps de 21,69 secondes, et a terminé à la 10e place. Le 2 septembre 2009, à l'issue du Trophée José Finkel, il s'impose avec un temps de 21,55 secondes, dépassant son record personnel,,.
Le 4 septembre 2009, il a battu le record des Amériques du 50 mètres papillon, avec un temps de 22,87 secondes. Ce record a été battu par César Cielo à peine trois ans plus tard, avec un temps de 22,76 secondes,.
Le 15 novembre 2009, en bassin court (25 m), il boucle le 50 mètres nage libre en 20,90 secondes et devient le premier sud-américain à nager la distance en moins de 21 secondes. Il partage avec César Cielo le record sud-américain en petit bassin du 50 mètres nage libre : 21,32 secondes. Il a établi le temps en 2004 et Cielo en 2008.
Il a été champion de la Coupe du monde de natation FINA 2009 à l'étape de Singapour en novembre 2009, battant le champion olympique Roland Schoeman dans les finales du 50 mètres papillon et du 50 mètres nage libre. Lors de cette Coupe du monde, il a battu le record sud-américain du 50 mètres papillon avec un temps de 22,17 secondes à Berlin et 22,16 secondes à Singapour et le record sud-américain du 50 mètres nage libre avec un temps de 20,74 secondes à Berlin,,.
En août 2010, aux Championnats pan-pacifiques 2010 à Irvine, Californie, États-Unis, Nicholas a remporté la médaille d'argent au 50 mètres papillon. Il a également terminé 13e au 50 mètres libre,.
En décembre 2010, aux Championnats du monde de natation en petit bassin 2010 à Dubaï, Nicholas Santos, avec César Cielo, Marcelo Chierighini et Nicolas Oliveira, a remporté la médaille de bronze au 4 × 100 mètres nage libre avec un temps de 3 :05.74, record sud-américain, laissant derrière lui l'équipe américaine. Nicholas a également obtenu la 13e place au 50 mètres libre et la 4e place au 50 mètres papillon,,.
Aux Jeux panaméricains de 2011 à Guadalajara, Nicholas a remporté la médaille d'or au 4 × 100 mètres nage libre.
En avril 2012, il a amélioré son record personnel au 50 mètres papillon à 22,79 secondes.

### Jeux olympiques de 2012
Il a participé aux Jeux olympiques d'été de 2012 à Londres, au 4 × 100 mètres nage libre, où il a terminé à la 9e place.

### 2012-2016

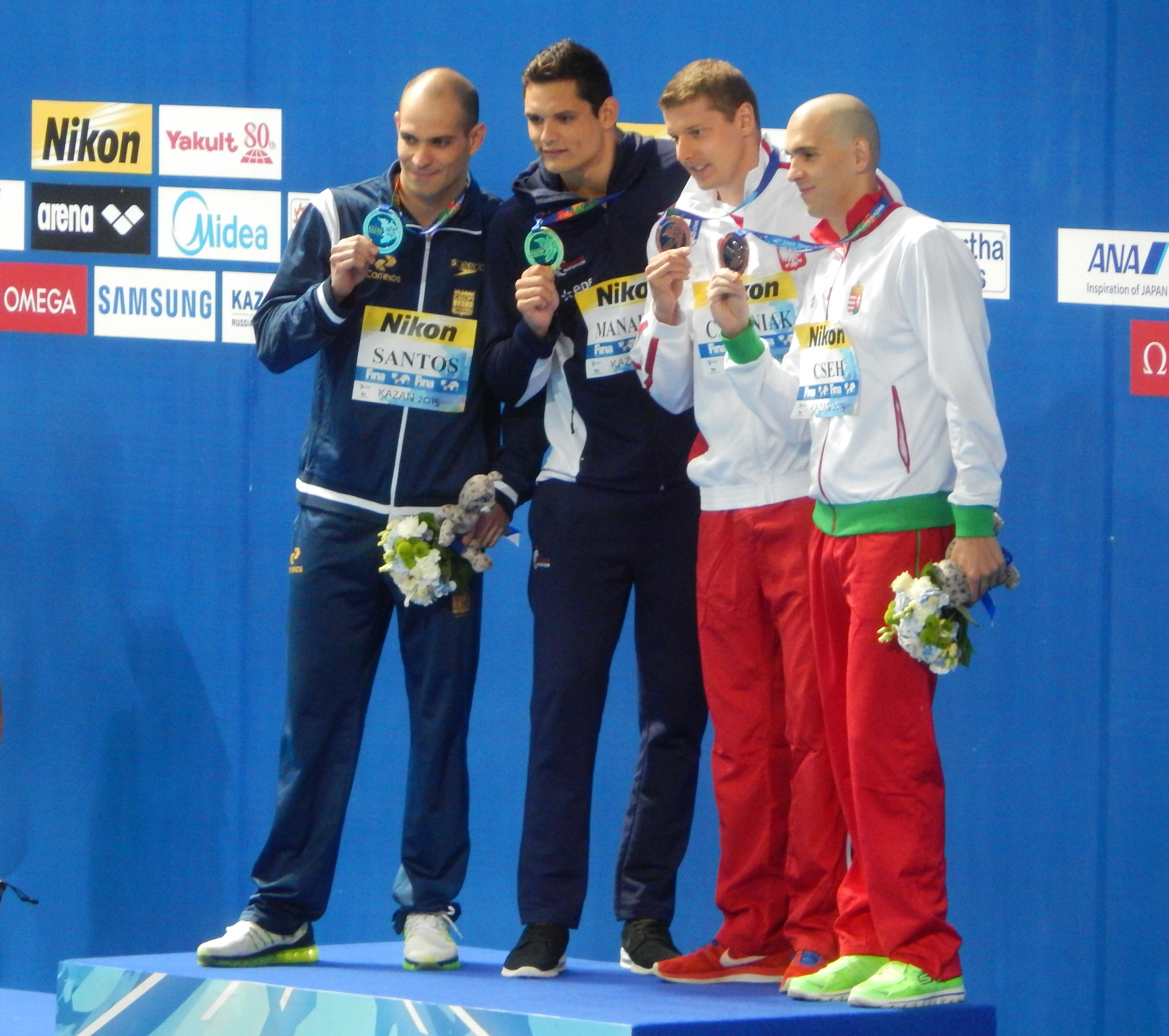
Santos (à gauche) remporte l'argent à Kazan 2015

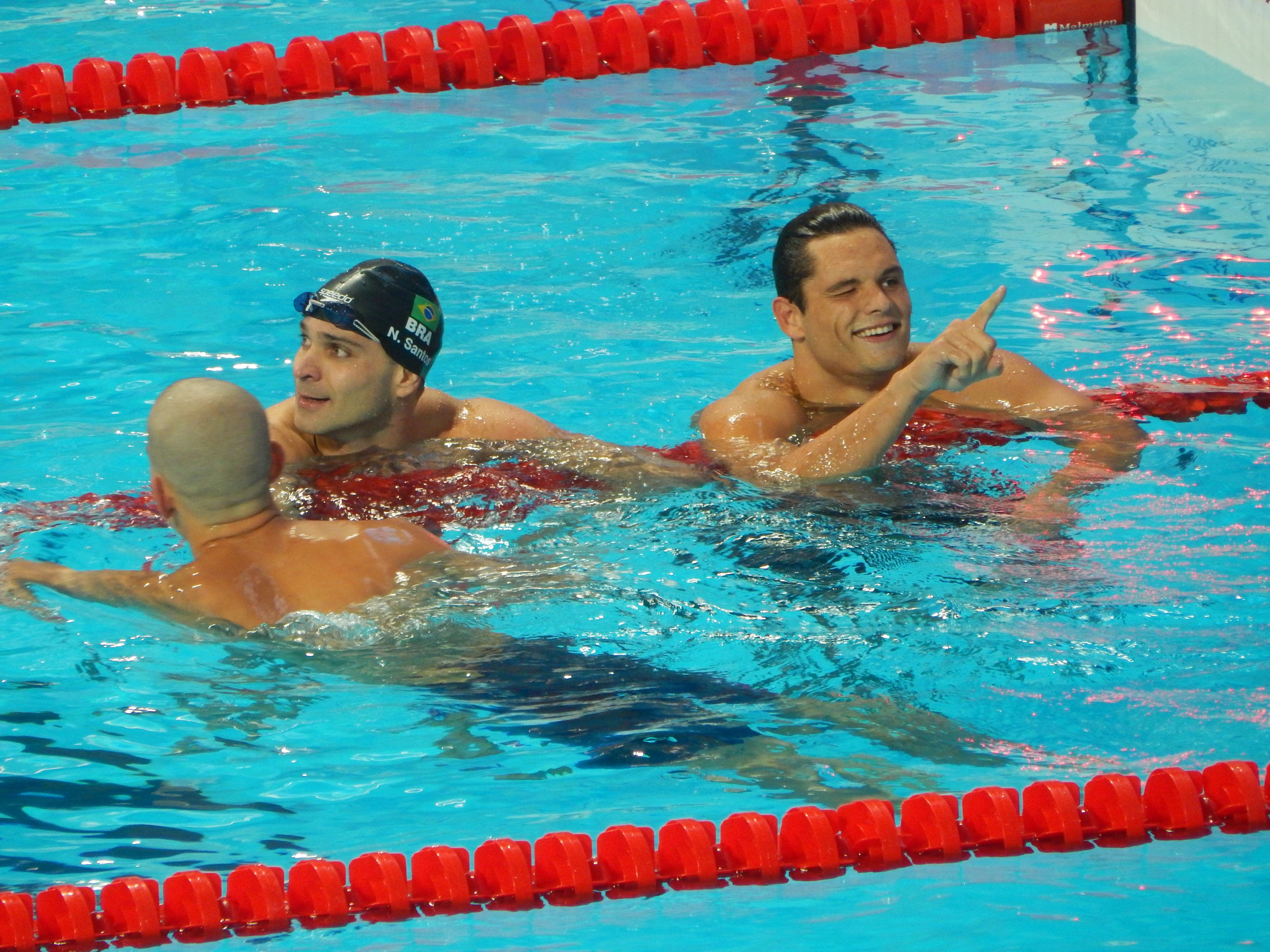
Santos (centre) remporte l'argent à Kazan 2015

En décembre 2012, lors des Championnats du monde en petit bassin d'Istanbul, il décroche la médaille d'or durant le 50 m papillon, battant en 22 s 22, le record des championnats.
Aux Championnats du monde de natation 2013 à Barcelone, Santos s'est qualifié pour la finale du 50 mètres papillon en premier lieu, avec un temps de 22,81 secondes. En finale, son temps s'est détérioré à 23,21 secondes, terminant à la 4e place. Au 4 × 100 mètres quatre nages, il a terminé 12e, avec Leonardo de Deus, Felipe Lima et Marcelo Chierighini,,.
Lors de la Coupe du monde de natation FINA 2013 à Pékin, en Chine, Santos a battu le record sud-américain en petit bassin au 50 mètres papillon, avec un temps de 22,13.
Aux Championnats pan-pacifiques 2014 à Gold Coast, Queensland, Australie, il a terminé 8e au 100 mètres papillon et 16e au 50 mètres nage libre.
Aux Championnats du monde de natation en petit bassin 2014 à Doha, au Qatar, Santos a remporté deux médailles d'or le même jour. Le 4 décembre, dans le relais 4 × 50 mètres quatre nages, formé par Santos, César Cielo, Felipe França et Guilherme Guido, considérée comme la "Dream Team" par Cielo (formée uniquement par des médaillés ou des champions du monde dans leurs épreuves individuelles respectives), Le Brésil a remporté la médaille d'or en fracassant le record du monde avec un temps de 1:30.51. Le même jour, il a également remporté la médaille d'or au relais 4 × 50 mètres quatre nages mixte, avec Felipe França, Etiene Medeiros et Larissa Oliveira, battant le record sud-américain avec un temps de 1:37,26, à seulement 0,09 seconde de battant le record du monde américain (1:37.17). Santos tentait également de défendre son titre du 50 mètres papillon, obtenu à Istanbul en 2012. En finale, il affrontait Chad le Clos, alors meilleur nageur papillon du monde, champion du monde et champion olympique. Santos a battu le record des Amériques, avec un temps de 22,08, mais a perdu l'or au profit du Sud-Africain, qui a battu le record du championnat, avec un temps de 21,95. Santos a également nagé le 100 mètres papillon, terminant à la 14e place,,,.
Aux Jeux panaméricains de 2015 à Toronto, Ontario, Canada, Santos a terminé 10e au 50 mètres nage libre,.
Aux Championnats du monde de natation 2015 à Kazan, Santos, 35 ans, a remporté l'une des médailles les plus importantes de sa carrière, la médaille d'argent du 50 mètres papillon. Il devient le médaillé le plus âgé de l'histoire des Championnats du monde - à 35 ans et 171 jours, il bat le record de Mark Warnecke, médaillé d'or du 50 m brasse à Montréal 2005, monté sur le podium à 35 ans et 162 jours,,.
Aux Championnats du monde de natation en petit bassin 2016 à Windsor, Ontario, Canada, il a remporté une médaille d'argent au relais 4 × 50 mètres mixte quatre nages, avec Etiene Medeiros, Larissa Oliveira et Felipe Lima. Il a également terminé 9e au 50 mètres papillon et 32e au 50 mètres nage libre,,.

### 2017-2020
À 37 ans, lors du Trophée Maria Lenk organisé en mai 2017, il a pu battre le record des Amériques au 50 m papillon, avec un temps de 22,61, se rapprochant du record du monde de 22,43 réalisé par Rafa Muñoz, au ère des super-costumes.
Aux Championnats du monde de natation 2017 à Budapest, au 50 mètres papillon, il remporte à nouveau la médaille d'argent, avec un temps de 22,79. Il a battu un record qui lui appartenait : le plus vieil athlète de l'histoire à remporter une médaille aux Championnats du monde.
Lors de la Coupe du monde de natation FINA 2018 à Budapest, il a battu le record du monde en petit bassin au 50 mètres papillon, avec un temps de 21,75.
Aux Championnats du monde de natation en petit bassin 2018 à Hangzhou, en Chine, au 50 mètres papillon, Santos a remporté la médaille d'or avec un temps de 21,81, un nouveau record du championnat. Il a également remporté une médaille de bronze au relais 4 × 50 mètres quatre nages, avec Guilherme Guido, Felipe Lima et César Cielo. Au relais 4 × 100 mètres quatre nages, il a terminé 4e et a également terminé 9e au relais mixte 4 × 50 mètres quatre nages,,,.
À 39 ans, lors de la FINA Champions Swim Series qui s'est tenue en mai 2019 à Budapest, il a pu battre le record des Amériques au 50 m papillon, avec un temps de 22,60. C'était le meilleur moment de l'année.
Santos s'est rendu aux Championnats du monde de natation 2019 à Gwangju, en Corée du Sud, grâce à une invitation de la FINA, du fait que la CBDA, la Confédération brésilienne de natation, n'a convoqué à ce Championnat que les nageurs des épreuves olympiques. Là, il a remporté la médaille de bronze au 50 mètres papillon à l'âge de 39 ans, « mettant à jour » son record du nageur le plus âgé du monde à remporter une médaille aux Championnats du monde,.

### 2021-2022
Aux Championnats du monde de natation en petit bassin 2021 à Abou Dabi, aux Émirats arabes unis, au 50 mètres papillon, Santos a remporté la médaille d'or avec un temps de 21 s 93. À près de 42 ans, il a prolongé son propre record du nageur le plus âgé à avoir remporté un titre de champion du monde. Il est également devenu le 2e Brésilien avec le plus de médailles aux Championnats du monde en petit bassin, seulement derrière César Cielo,,.
Aux Championnats du monde de natation 2022 à Budapest, au 50 m papillon, il a remporté sa troisième médaille d'argent aux Championnats du monde et sa quatrième médaille consécutive, à 42 ans, avec un temps de 22 s 78, mettant à jour à nouveau son record du nageur le plus âgé de l'histoire à gagner une médaille aux championnats du monde.
En décembre 2022, il remporte une nouvelle fois la médaille d'or sur 50 m papillon aux Championnats du monde en petit bassin 2022 à Melbourne, avec un temps de 21 s 78. À 42 ans, il bat une nouvelle fois son propre record de nageur le plus âgé à avoir remporté un titre mondial. Après cette victoire, il déclare qu'il arrête sa carrière à l'issue de cette compétition.

## Palmarès

### Championnats du monde

#### En grand bassin
| Édition        | Épreuve            | Épreuve         | Épreuve                |
| Édition        | 50 m nage papillon | 50 m nage libre | 4 × 100 m quatre nages |
| Fukuoka 2001   | -                  | 30e des séries  | -                      |
| Barcelone 2003 | 40e des séries     | -               | -                      |
| Rome 2009      | 5e 23 s 00         | 10e des séries  | -                      |
| Barcelone 2013 | 4e 23 s 21         | -               | 12e des séries         |
| Kazan 2015     | Argent 23 s 09     | -               | -                      |
| Budapest 2017  | Argent 22 s 79     | -               | -                      |
| Gwangju 2019   | Bronze 22 s 79     | -               | -                      |
| Budapest 2022  | Argent 22 s 78     | -               | -                      |

#### En petit bassin
- Championnats du monde 2004 à Indianapolis (États-Unis) :
  -  médaille d'argent du relais 4 × 100 m nage libre.
  -  médaille de bronze du 50 m nage libre.
- Championnats du monde 2010 à Dubaï (Émirats arabes unis) :
  -  médaille de bronze du relais 4 × 100 m nage libre.
- Championnats du monde 2012 à Istanbul (Turquie) :
  -  médaille d'or du 50 m nage papillon.
- Championnats du monde 2014 à Doha (Qatar) :
  -  médaille d'or du relais 4 × 50 m 4 nages.
  -  médaille d'or du relais 4 × 50 m 4 nages mixte.
  -  médaille d'argent du 50 m nage papillon.
- Championnats du monde 2016 à Windsor (Canada) :
  -  Médaille d'argent du relais 4 × 50 m 4 nages mixte.
- Championnats du monde 2018 à Hangzhou (Chine) :
  -  médaille d'or du 50 m nage papillon.
  -  médaille de bronze du relais 4 × 50 m 4 nages.
- Championnats du monde 2021 à Abou Dabi (Émirats arabes unis) :
  -  médaille d'or du 50 m nage papillon.
- Championnats du monde 2022 à Melbourne (Australie) :
  -  médaille d'or du 50 m nage papillon.

## Meilleurs temps personnels
Les meilleurs temps personnels établis par Nicholas Santos dans les différentes disciplines sont détaillés ci-après.
| Épreuve          | Temps   | Compétition                            | Lieu               | Date          |
| 50 m nage libre  | 21 s 69 | Championnats du monde de natation 2009 | Rome (Italie)      | 31 juil. 2009 |
| 100 m nage libre | 49 s 14 | Trofeu Lenk                            | Rio                | 1er mai 2009  |
| 50 m papillon    | 22 s 60 | FINA Champions Swim Series             | Budapest (Hongrie) | 9 mai 2019    |

| Épreuve          | Temps   | Compétition                          | Lieu               | Date         |
| 50 m nage libre  | 20 s 74 | Coupe du monde de natation FINA 2009 | Berlin (Allemagne) | 15 nov. 2009 |
| 100 m nage libre | 47 s 31 | Coupe du monde de natation FINA 2013 | Tokyo (Japon)      | 9 nov. 2013  |
| 50 m papillon    | 21 s 75 | Coupe du monde de natation FINA 2018 | Budapest (Hongrie) | 6 oct. 2018  |